# Municipio 11 (condado de Rooks)
El municipio 11 (en inglés: Township 11) es un municipio ubicado en el condado de Rooks en el estado estadounidense de Kansas. En el año 2010 tenía una población de 2277 habitantes y una densidad poblacional de 8,14 personas por km².

## Geografía
El municipio 11 se encuentra ubicado en las coordenadas 39°13′38″N 99°17′5″O / 39.22722, -99.28472. Según la Oficina del Censo de los Estados Unidos, el municipio tiene una superficie total de 279.87 km², de la cual 278.74 km² corresponden a tierra firme y (0.4%) 1.13 km² es agua.

## Demografía
Según el censo de 2010, había 2277 personas residiendo en el municipio 11. La densidad de población era de 8,14 hab./km². De los 2277 habitantes del municipio 11, el 97.98% eran blancos, el 0.18% eran afroamericanos, el 0.22% eran amerindios, el 0.22% eran asiáticos, el 0.09% eran isleños del Pacífico, el 0.57% eran de otras razas y el 0.75% pertenecían a dos o más razas. Del total de la población el 1.67% eran hispanos o latinos de cualquier raza.